# Unleashed (Toby Keith)
Unleashed è il settimo album in studio del cantante di musica country Toby Keith, pubblicato nel 2002.

## Tracce
Tutte le tracce sono state scritte da Toby Keith e Scotty Emerick eccetto dove indicato.

1. Courtesy of the Red, White and Blue (The Angry American) (Toby Keith) - 3:15
2. Who's Your Daddy? (Keith) - 3:57
3. Good to Go to Mexico (Keith, Chuck Cannon) - 2:59
4. It's All Good - 3:17
5. Beer for My Horses (featuring Willie Nelson) - 3:30
6. Losing My Touch - 3:14
7. Huckleberry (Keith, Cannon) - 3:28
8. It Works for Me - 3:03
9. Ain't It Just Like You - 3:59
10. Rock You Baby - 4:01
11. Rodeo Moon (Keith, Chris LeDoux) - 3:53
12. That's Not How It Is - 3:41
13. Live Introduction By Toby Keith of 'Courtesy of the Red, White and Blue (The Angry American) - 1:29